# Balle (runerister)
 For alternative betydninger, se Balle. (Se også artikler, som begynder med Balle)
Balle var en runerister, der levede i sidste halvdel af 1000-tallet. Han har signeret omkring tyve runesten i det sydvestlige Uppland og det nordlige Södermanland. En del af Balles runsten har tekst på vers, eksempelvis Ågerstastenen. Han anses at have været elev af Livsten og arbejdede i en ornamenteret stil. Det er uklart om Balle og Balle den røde, der ristede to sten i Västmanland (Lilla Kyringe og Hassmyra), er den samme person.
Det mest berømte af Balles værker er Altunastenen ved Altuna kyrka i Uppland. På stenen er bl.a. ristet en gengivelse af scenen, hvor Thor får Midgårdsormen på krogen under et besøg hos Hymer.

## Runesten ristet af Balle
- U 705
- U 751
- U 808
- U 873
- U 1161
- Vs 24
- Sö 210